# Ilyushin Il-62
Ilyushin Il-62 (tiếng Nga: Илью́шин Ил-62; tên hiệu NATO: Classic) là một máy bay chở khách và chở hàng được trang bị bốn động cơ phản lực tầm xa của Liên Xô. Được Ilyushin thiết kế năm 1960, nó cất cánh lần đầu tiên năm 1963 và đi vào phục vụ trong Aeroflot ngày 15 tháng 9 năm 1967 với một chuyến bay khai trương từ Moskva tới Montreal, Canada. Chiếc Il-62 là máy bay chở khách 4 động cơ phản lực tầm xa đầu tiên của Liên Xô và cũng là một trong những chiếc máy bay chở khách tầm xa đầu tiên được nhiều quốc gia khác đưa vào sử dụng. Nó cũng là chiếc máy bay được điều áp đầu tiên của Nga có phần thân không theo hình dạng tròn thông thường (3.8 x 4.1m rộng x cao) và các cửa dành cho hành khách đã được nghiên cứu tích hợp, và là chiếc máy bay phản lực đầu tiên của Nga có kiểu bố trí hàng ghế sáu (chiếc máy bay phản lực cánh quạt Tu-114 trước đó cũng có kiểu bố trí này) và các đèn hoa tiêu theo tiêu chuẩn quốc tế.
Liên Xô/Nga là quốc gia sử dụng loại máy bay này nhiều nhất, với hơn 80 chiếc đã được xuất khẩu cùng nhiều chiếc khác đang được các hãng hàng không thuộc các quốc gia trong vùng ảnh hưởng của Nga và phương Tây thuê. Il-62M trở thành phiên bản có tuổi thọ dài nhất trong dòng máy bay Il-62, với một số chiếc đã hoạt động đến ba thập kỷ. Phiên bản đặc biệt chở VIP (salon) và các phiên bản chuyển đổi khác cũng được chế tạo. Các dòng tiếp sau của ll-62 gồm chiếc Il-86 và Il-96 thân rộng được chế tạo với số lượng nhỏ hơn Il-62 và không được xuất khẩu rộng rãi.

## Phát triển
Il-62 được thiết kế để thay thế chiếc Tu-114 trên các đường bay tầm xa. Vì Tu-114 vừa đi vào phục vụ khi Il-62 còn đang trên bàn thiết kế, Ilyushin đã có nhiều thời gian để thiết kế, thử nghiệm và phát triển. Nhờ đó, chiếc Il-62 thực sự có những cải tiến đáng kể.
Il-62 và chiếc Vickers VC10 của Anh là những chiếc máy bay chở khách thương mại duy nhất được trang bị bốn động cơ với vỏ kép ở hai bên và bên dưới của một cánh đuôi ổn định hình chữ "T", mặc dù chiếc máy bay tư nhân Lockheed JetStar cũng có đặc điểm này. Với chiếc Ilyushin, cấu tạo của chiếc máy bay đã chịu ảnh hưởng từ các quyết định TsAGI, cơ quan hàng không Liên bang Xô viết, do phòng thiết kế của Ilyushin thiếu các nguồn lực trong việc nghiên cứu cấu tạo máy bay. Dù đề xuất một loại cánh thẳng và hiệu quả, kiểu cánh đuôi chữ T với động cơ đặt tại đó được biết có một số hạn chế nghiêm trọng. Nó làm nặng đuôi, đòi hỏi các bộ phận ổn định lớn và nặng bởi tay moment đuôi ngắn. Một điều đáng lo ngại chính là lực khí động từ cánh tác động lên đuôi khi mũi nghếch lên (ở "góc tấn lớn"). Điều này đòi hỏi phải có những hệ thống tự động chống tròng trành phức tạp (ở thập niên 1960) và không đáng tin cậy như "stick shakers" và "stick pushers."
Những chiếc máy bay đầu tiên (nguyên mẫu, tiền sản xuất và sản xuất ban đầu) cho thấy một sự phát triển từ những cạnh mỏng hay lệch dẫn về phía trong tới hình dạng hoàn toàn dày và thẳng 1966. Đặc tính "răng chó" cũng được chỉnh sửa cho tới khi được ổn định trước khi quá trình sản xuất hàng loạt bắt đầu. Việc lắp đặt động cơ cũng có cải tiến, với các trục dọc động cơ được nghiêng 3 độ so với trục ngang; các thiết bị đảo chiều luồng khí phụt được thêm vào các động cơ phía ngoài, và toàn bộ việc lắp đặt đã được tiêu chuẩn hoá trước khi việc sản xuất bắt đầu.
Nguyên mẫu có công suất động cơ rất kém. Loại động cơ NK-8 được dự định cho nó vẫn chưa sẵn sàng và đã được thay thế tạm thời bằng các động cơ tuốc bin phản lực Lyul'ka R-7PB nhỏ hơn. Nguyên mẫu với các động cơ R-7PB (số đăng ký СССР-06156) cất cánh lần đầu ngày 3 tháng 1 năm 1963. Nó đâm xuống đất sau khi chạm vào một hàng rào sân bay trong chương trình phát triển. Những chiếc Il-62 sản xuất sử dụng động cơ ban đầu được dự định để lắp phía sau là Kuznetsov NK-8-4. Chiếc Il-62 đầu tiên sử dụng các động cơ NK-8 (số đăng ký СССР-06153) cất cánh lần đầu năm 1964.

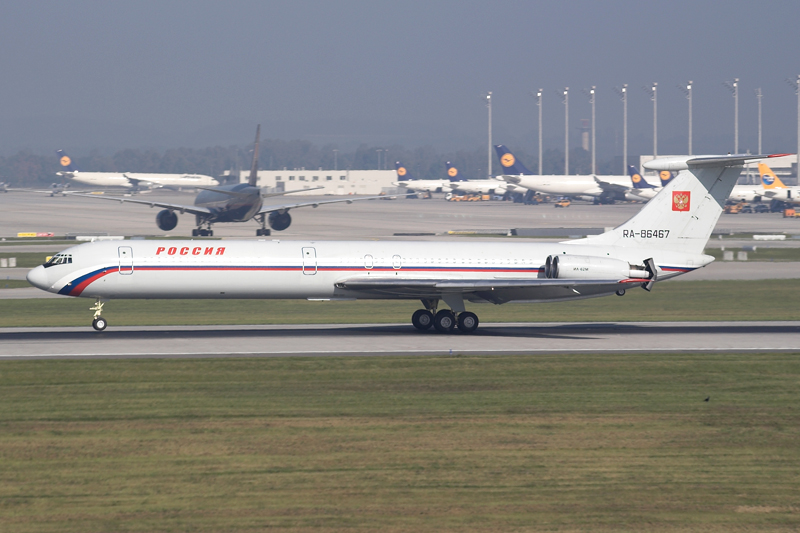
Ilyushin Il-62 RA-86467 của Rossiya (Công ty Vận tải Nhà nước Nga) tại Sân bay Munich

Biến thể Il-62M (cất cánh lần đầu năm 1971, được giới thiệu năm 1973) có các động cơ Soloviev D-30KU mạnh mẽ, êm ái hơn và có một bình nhiên liệu bên cánh. Bên dưới lớp vỏ, Il-62M có các cánh kiểu rãnh đơn đơn giản và nhẹ hơn và có những cải tiến về khí động học. Cải tiến quan trọng nhất là việc thêm các spoilerons (các tấm lái ngang hay phanh không khí trên cánh hoạt động như những cánh nhỏ khi được triển khai ở những vị trí khác nhau trong chuyến bay) và có khả năng sử dụng luồng khí phụt đảo chiều thừa trong khi bay khi tiếp cận sân bay để làm giảm khoảng cách hạ cánh. Hầu như tất cả máy bay thuộc dòng này hoạt động ngày nay đều là những chiếc Il-62M. Năm 1978, Il-62M được phát triển hơn nữa để có thể chở 198 hành khách và khoảng 2 tấn (4,400 lb) thêm nữa hàng hoá và/hay nhiên liệu so với Il-62M.
Một phiên bản với tên định danh Il-62MK được thiết kế như một máy bay tầm trung được hoán cải nhiều, dù nó không bao giờ được sản xuất ở quy mô lớn và đã bị bỏ khỏi chương trình năm 1978 (dù Đức có sử dụng hai chiếc). Các phiên bản khác cũng đã được lập kế hoạch, một số được thiết kế dài hơn để có thể chở tới 250 hành khách và những kiểu khác để thích hợp với các sân bay nhỏ. Không kiểu nào tới được giai đoạn thiết kế chi tiết. Không có các chương trình phát triển dân sự/quân sự hay quân sự nào được biết.
Il-62 có càng đáp quy ước với một thanh chống càng đáp trọng lượng nhẹ ở dưới thân nó mở ra khi máy bay về vị trí đỗ. Máy bay với các động cơ phía sau thường nặng đuôi khi đỗ không tải tại sân bay, và để ngăn máy bay không bị lật úp, nhiều thiết bị được sử dụng để chống đuôi từ các thanh chống "pogo stick" cố định đơn giản trên những máy bay nhỏ, tới những thanh chống trọng lượng nhẹ có thể co duỗi (Il-62). Máy bay kiểu DC-9, MD-80/90 hay B727 sử dụng một cửa airstair bên dưới đuôi với hai mục đích vừa đỡ đuôi vừa là một cửa phụ để cho hành khách lên.
Il-62 là chiếc máy bay chở khách lớn nhất có những hệ thống kiểm soát bay bằng tay, sử dụng các dây cáp và thanh truyền, pulley, các hệ thống cân bằng khí động học và trọng lượng, tấm lái ngang thép. Cũng có những dấu hiệu rằng chiếc Il-62 có một bể nước ở phía trước dùng làm đồ dằn. Nó có thể được sử dụng khi chiếc máy bay bay rỗng hay chất tải nhẹ. Nếu điều này là thực, có thể xếp Il-62 cùng với những chiếc máy bay chở khách sử dụng đồ dằn, đáng chú ý nhất là chiếc Caravelle của Pháp và Tu-154 của Liên xô. Vì có động cơ lắp phía đuôi, các cánh không bị vướng bận về mặt khí động học, và việc hỗ trợ cất cánh và hạ cánh được sử dụng mà không gây ảnh hưởng tới hiệu ứng của vỏ động cơ, khiến tạo ra các dòng không khí tự do trên bề mặt lưng cánh. Vì thế chiếc máy bay có thể bay xuyên qua những khu vực không khí hỗn loạn với tốc độ lên tới 16–18 m/giây mà không bị ảnh hưởng tới độ ổn định (Thiel, 2001).
Một đặc điểm nhận dạng quan trọng khác của Il-62 là các cấu trúc "răng cưa" ("răng chó") trên cạnh cánh. Đặc điểm nổi bật này hoạt động như một hàng rào khí động học, tạo ra xoáy không khí (mà không có chúng các cánh sẽ hầu như không có dòng xoáy không khí), và những tấp lái nhỏ cố định phía trước cánh. Nó đảm bảo hoạt động vice-free (không có nhược điểm, lỗi lầm) ở những góc tấn lớn và hỗ trợ bay tầm xa một cách hiệu quả. Răng cưa khiến không cần tới những hệ thống điều khiển thủy lực, stick shakers, và stick pushers nữa. Đáng ngạc nhiên, những model sau này của VC10 (cho British United Airways và Ghana Airways) cũng sử dụng đặc tính này, nhưng tại vị trí gần đầu cánh hơn.
Những chiếc Il-62 ban đầu sử dụng động cơ N-K 8-4 có công suất kém và có tính năng bình thường cũng như động cơ thường phải hoạt động quá công suất/quá nóng (thỉnh thoảng gây ra những vụ báo cháy giả khiến phi hành đoàn vội vã tắt động cơ một cách nhầm lẫn), điều này có thể đã góp phần vào hai vụ tai nạn nghêm trọng do hỏng động cơ lan truyền (động cơ hỏng thường ảnh hưởng tới động cơ ben cạnh cũng như làm hư hại tới thân máy bay, một vấn đề cũng xảy ra với những vụ tai nạn đầu tiên của loại VC10. Những sửa đổi với cả hai loại máy bay đã giải quyết được vấn đề này). Cả hai vụ tai nạn nghiêm trọng với Il-62 đều xảy ra với những chiếc máy bay thuộc sở hữu của hãng hàng không Ba Lan LOT (vốn cũng thuê một số lượng lớn Il-62 từ Aeroflot và Tarom). Vụ tai nạn có số thiệt hại về người lớn nhất (183) xảy ra với một chiếc Il-62M đầy khách của Chuyến bay 5055 của Hàng không Ba Lan LOT ngày 9 tháng 4 năm 87 với một đám cháy ở thân sau có thể đã không được phi đội chú ý tới (vì thế họ quyết định không hạ cánh tại một trong hai sân bay lân cận). Trước đó, LOT cũng đã mất một chiếc Il-62 chưa chuyển đổi (phiên bản ban đầu) là Chuyến bay 007 ngày 14 tháng 3 năm 80 với 87 người thiệt mạng. Hư hỏng động cơ theo kiểu này cực kỳ hiếm gặp (vỏ động cơ thường được kiểm tra bởi những cuộc kiểm tra rung động turbin trong bảo dưỡng) và hai vụ tai nạn đó liên quan tới những kiểu động cơ khách nhau là một tỷ lệ gây thiệt mạng lớn gấp 30 lần con số trung bình của Il-62 (2.8% và 0.092%). Sau vụ tai nạn năm 1987, LOT đưa ra những phương pháp kiểm tra rung động turbin với tần suất lớn hơn, và sửa đổi những chiếc máy bay của họ bằng cách tăng gấp đôi các hệ thống kiểm soát bay và loại bỏ các bình nhiên liệu phụ ở gần động cơ.

### Những chiếc Il-62 chuyển đổi đặc biệt
Nhiều sửa đổi đặc biệt đã được thực hiện với loại Il-62 cơ bản, những sửa đổi lớn là với các phiên bản Il-62 và Il-62M chở VIP cho các lãnh đạo nhà nước sử dụng, và máy bay chỉ huy trên không Il-62M (chỉ có một chiếc) do chính phủ Nga sử dụng (Gordon et al, 2004). Dù Il-62 đã được đưa ra giới thiệu ở thời Khrushchev, mãi tới thời Brezhnev Ilyushin mới được yêu cầu phát triển các phiên bản chở VIP cho các lãnh đạo Nga sử dụng từ đó cho tới tận những năm cầm quyền của Putin (trong thời gian đó cả Il-62 và Il-96 đều được sử dụng). Các phiên bản chở VIP được trang bị các phòng hội họp và nơi nghỉ ngơi, các phòng cho đoàn tuỳ tùng, và các nhân viên phục vụ cũng như vệ sĩ, trong khi hệ thống viễn thông trên máy bay cho phép liên lạc với Moscow và các thành phố khác từ bất kỳ nơi nào trên thế giới. Những chiếc kiểu này cũng đã được chuyển giao cho các quốc gia khác gồm Tiệp Khắc, Bắc Triều Tiên, Sudan và Ukraina.
Chiếc Il-62M (RA-86570) chỉ huy trên không duy nhất được cung cấp cho cơ quan phản ứng khẩn cấp EMERCOM để thực hiện việc di tản cho các công dân Nga từ các quốc gia khác và hoạt động như một cơ quan chỉ huy trên không cho các hoạt động đó và các tình huống khẩn cấp (Gordon et al, 2004). Nó hoạt động cùng với một phi đội Il-76, Il-76TD máy bay chữa cháy, AN-72 và các trực thăng đã hoạt động tại khoảng 60 quốc gia và đã cứu được 50.000 sinh mạng từ khi cơ quan này được thành lập năm 1994. Ngoài những thay đổi nội thất cơ bản, RA-86570 được trang bị các động cơ giảm thanh và hệ thống điện tử Honeywell có khả năng liên lạc toàn cầu qua vệ tinh, và một hệ thống Inmarsat. Chiếc máy bay này đã được sử dụng như cơ quan chỉ huy trên không trong chiến dịch chữa cháy rừng tại Viễn Đông, khi đương đầu với vụ tấn công khủng bố của người Chechen tại Kaspiysk khi một toà chung cư bị đánh bom, và để đưa Thứ trưởng Ngoại giao Nga tới Sharjah năm 1997 và đưa phi đội một chiếc Il-76 chở hàng đã thoát khỏi các binh lính Taliban tại Afghanistan.

## Thiết kế
Il-62 là một chiếc máy bay cánh đơn thấp toàn kim loại quy ước với cách lắp ghép các bộ phận bằng đin tán để tuân theo các quy tắc an toàn thiết kế (một cấu trúc được thiết kế để sự hư hỏng của một cấu thành quan trọng sẽ không dẫn tới sự hư hỏng lập tức của cả tổng thể). Tuổi thọ phục vụ của nó ban đầu được đặt ra là 30.000 giờ bay và có thể được kéo dài hay rút ngắn theo chất lượng quá trình phục vụ, sự giám sát và đề xuất của nhà sản xuất. Chiếc máy bay có cabin điều áp và các khoang hành lý, hệ thống điều khiển bay cơ khí hoàn toàn kép, dù có hai động cơ điện để điều khiển đuôi; càng đáp mũi thủy lực, càng đáp và thanh chống đuôi phát động, và các phanh bánh xe. Il-62M có các tấm lái ngang và cánh nâng mở ra tự động khi hạ cánh và được điều khiển thủy lực. Các bề mặt điều khiển gồm một cánh đuôi tác động biến đổi với các thiết bị nâng bù trọng lượng và khí động với các tấm xoay, các cánh nhỏ ba đoạn (ngoài cùng cho tốc độ thấp và trong cùng cho tốc độ cao) chúng được kết nối với một thanh xoắn, các tấm lái ngang nhỏ (Il-62M), tấm lái ngang và cánh nâng, và các bộ phận đảo chiều luồng khí hoạt động bằng khí nén trên hai động cơ phía ngoài (bộ phận đảo chiều luồng khí được dùng cho Il-62M).
Điện thế 27V AC được sử dụng trên toàn máy bay với một máy phát điện phụ TA-6 (một máy phát điện turbin cung cấp điện và điều hoà trên mặt đất) ở phần đuôi thấp có thêm các ắc quy chì-kẽm dự phòng.
Chiếc máy bay sử dụng luồng khí nóng để làm tan băng theo cách thông thường bằng cách dùng luồng khí ra của động cơ. Mực nước biển của nó tương đương với 2.400 m (8,000 ft) trên mực nước biển trung bình và vì thế giảm tương đương 2.400 m (8.000 ft) với độ cao bay thông thường. Ban đầu nó được chế tạo mà không có các mặt nạ oxy tự động; các dịch vụ hỗ trợ khẩn cấp gồm các chai oxy hatrack-housed và các mặt nạ để nhân viên phân phát bằng tay cho hành khách. Từ năm 1997, hầu hết máy bay đã được trang bị các hệ thống cung cấp oxy tự động với các mặt nạ tự mở.
Hệ thống điện tử của nó gồm một hệ thống kiểm soát bay tự động Polyot-1 (một "super autopilot," có khả năng được lập trình với một bộ tuyến đường nó có thể bay mà không cần sự can thiệp của con người nhưng dưới sự giám sát thường xuyên của phi đội; tiêu chuẩn tiếp cận ICAO Cat. 1, Cat. 2 lựa chọn), radar hoa tiêu Doppler được thay thế bằng triplex INSS (Inertial Navigation System Sets) trên Il-62M sau năm 1978 và bằng bộ hoa tiêu GPS (Global Positioning System) trên nhiều chiếc máy bay sau năm 1991, các radio triple VHF và HF trên khoang lái, các thiết bị dò hướng tự động, các hệ thống nhận tín hiệu hạ cánh của Liên xô và phương Tây, dải radio dọc tất cả các hướng và các thiết bị nhận cảnh báo radio, dụng cụ đo độ cao kép, bộ tách sóng radio tự động, một bộ đèn hoa tiêu theo tiêu chuẩn ICAO, hệ thống truyền thanh cabin và các hệ thống liên lạc nội bộ. Những chiếc hạng cao nhất của Liên xô/Nga và Khối Warszawa còn được trang bị thêm ba "Odd Rods" (mã hiệu NATO) IFF (xác định bạn thù) hệ thống nhận phát tín hiệu phòng vệ trên không có thể được xác định bởi ba máy bay lân cận.
Các hệ thống cứu hộ khẩn cấp gồm các thuyền cứu sinh hơi và các cầu thang trượt cứu hộ vải triển khai bằng tay. Hầu hết các máy bay hiện được trang bị hệ thống đèn hiệu khẩn cấp trong khoang và một số chiếc được trang bị cầu thang trượt tự độ. Các thiết bị cứu hoả được đặt trong vỏ động cơ, buồng điều khiển, các khu vực nghỉ của phi đoàn và toilet.
Il-62 có thể chở tới 198 đồng hạng, kiểu bố trí sáu ghế ngang với khoảng cách 84 cm (33 in) hai phía với lối đi ở giữa, bếp/nơi để thức ăn và khu vực nghỉ của phi đoàn. Có ba toilet, phía trước, ở giữa và phía sau. Nó có một buffet/bar và một khu vực nghỉ nữa của phi đoàn trong một phòng phía trước, với một lựa chọn nữa về nơi nghỉ cho phi đoàn ở phía sau. Kiểu bố trí nhiều hàng có thể chứa trong khoảng 128 và 144 hành khách, ngồi theo kiểu bố trí hàng bốn hay sáu ghế. Một khoang hạng nhất có thể được lựa chọn ở phía sau hay ở cửa vào phía trước hay ngay trước cửa giữa, với một khoang hạng thường ở trước nữa trong trường hợp sau. Các trang bị "Skycot" ở hatrack, trong khi những chiếc Il-62M sau này (từ năm 1978 trở về sau) có hatrack kèm. Khách hàng có thể lựa chọn các trang bị bên trong. Không có các hệ thống giải trí cho hành khách trong chuyến bay ngoại trừ một hệ thống loa cho mọi người có thể để thông tin hay phát băng nhạc. Một chiếc máy bay đã được thử trang bị các bộ TV để phát các băng video tiêu chuẩn của Liên xô trong thập niên 1970. Một số chiếc được trang bị các hệ thống giải trí trong chuyến bay của phương Tây (chỉ audio) từ sau năm 1991.

## Lịch sử hoạt động
Sau khi giới thiệu Il-62M, Aeroflot (hãng sử dụng lớn nhất loại máy bay này) dần nâng cấp những chiếc Il-62 cũ của mình với động cơ D-30 KU Soloviev, mà, cộng với vỏ động cơ và những sửa đổi khác, đã giảm bớt khá nhiều tình trạng hư hỏng động cơ. Tới giữa năm 1973, hãng hàng không này sử dụng khoảng 60 chiếc Il-62, và tới năm 1989 con số này đã tăng lên 165 (Il-62 và Il-62M) (Thiel, 2001). Chiếc Il-62M có tỷ lệ hoạt động với Aeroflot là 97% với một số chiếc đạt tới 17 giờ bay/ngày, và nó được miêu tả như là kiểu máy bay đáng tin cậy nhất trong phi đội ở thời điểm đó (Gordon et al, 2004). Nó đã lập nhiều kỷ lục thế giới trong hạng của mình, đáng chú ý nhất là có những tính năng vượt xa hơn rất nhiều những tính toán bảo thủ của Aeroflot đang được áp dụng ở Liên xô thời kỳ dó. Một số kỷ lục trong đó được thiết lập bởi một phi đội toàn nữ năm người dưới sự chỉ huy của Iraida ("Inna") Vertiprahova.
Với 10 tấn hàng, chiếc Il-62M có tầm hoạt động tối đa 10,300 km so với 9,412 km của chiếc VC10 chở cùng lượng hàng hoá. Với trọng tải 23 tấn, tầm hoạt động của Il-62M đạt 8000 km, so với 6,920 km của một chiếc Boeing 707 với trọng tải tối đa.
Il-62 được cho là được các phi công đánh giá cao và được hành khách ưa thích, đặc biệt vì sự ổn định hướng tốt trong điều kiện thời tiết xấu (mặc dù khi hạ cánh thỉnh thoảng bị bật lên), tính năng bay êm ái và cabin rất yên tĩnh một phần nhờ vị trí đặt động cơ (Gordon et al, 2004). Một kiểu cấu hình khu vực đơn tiêu biểu cho những chiếc máy bay tầm xa của Aeroflot là: hạng nhất (2-rút gọn) 3 hàng, thương gia (3-rút gọn) 4 hàng, hạng phổ thông (3-rút gọn) 17 hàng (Thiel, 2001). Ở kiểu bố trí này, khu vực trung tâm cho hạng nhất và hạng thương gia khá chật. Một trong những hạn chế của thiết kế Il-62 dban đầu là thiếu một hệ thống vận chuyển hàng vào khoang chở hàng, khiến việc này phải được thực hiện bằng tay vì thế làm thời gian chuẩn bị cho máy bay khá lâu (một hệ thống vận chuyển hàng hoá/hành lý đã trở thành tiêu chuẩn trên chiếc Il-62M). Trái lại, có lối tiếp cận khá dễ dàng tới mọi thành phần cơ khí gồm cả động cơ (Thiel, 2001) trong khi khả năng đảo chiều luồng khí cho phép máy bay chuyển động lùi mà không cần các xe kéo. Thời gian tạm ngừng kiểm tra động cơ thay đổi tuỳ theo các cấu hình kỹ thuật và quy trình bảo dưỡng. Czech Airlines sử dụng một chiếc Il-62 trên cơ sở lên tới 3000 giờ bay giữa những lần ngừng bảo dưỡng, cao hơn khá nhiều so với thời gian đề xuất (và thông thường) là gần 2000 giờ (Gordon et al, 2004) dù Interflug có thể chỉ định 5000 giờ với các cơ sở dịch vụ của họ. Không một hãng hàng không nào gặp sự cố động cơ trong gần ba thập kỷ. Những chiếc Il-62M sau này vẫn đang được dùng trong hoạt động thương mại, hầu hết tại các nước cộng hoà thành viên cũ của Liên xô, nhưng còn ở cả Trung Quốc (hầu hết những chiếc máy bay chở khách Liên xô đều được cho ngừng hoạt động ở Trung Quốc), Libya và Bắc Triều Tiên. Loại máy bay này cũng đang tiếp tục phục vụ trong hoạt động chở VIP/nguyên thủ quốc gia.
Dù thành tích an toàn của chiếc máy bay này không bằng với thành tích của những thế hệ máy bay chở khách mới, không hề có vụ tai nạn gây thiệt hại về người nào trong khoảng thời gian 1989 và 2009 dù trong thời gian này có nhiều chiếc hoạt động hơn ở những thời điểm trước đó (Thiel, 2001). Mức độ an toàn của Il-62M khá cao so với những chiếc máy bay cùng thời kỳ của nó, hầu hết đã không còn được sử dụng trong hoạt động dân sự. Tổng tỷ lệ hư hại thân vỏ của nó (7.7%) thấp hơn nhiều so với tỷ lệ này của chiếc Boeing 707 (16.4%) và DC-8 (14.9%), gần mức của chiếc VC10 (= 7.8% nếu trừ đi ba chiếc bị những kẻ khủng bố phá huỷ) thậm chí chiếc máy bay đó chỉ hoạt động dân sự trong 16 năm. Nhiều tai nạn nghiêm trọng của Il-62/M trong những thập kỷ hoạt động đầu tiên chủ yếu liên quan tới việc chạy quá đường băng hay huỷ bỏ cất cánh. Hệ thống phanh chỉ sử dụng bộ phận đảo chiều luồng khí của các động cơ phía ngoài, và nếu vì một vài lý do động cơ này hay động cơ kia hư hỏng, có thể là khó khăn để điều khiển máy bay với một phi công ít kinh nghiệm. Bảy tai nạn khi cất hay hạ cánh của nó không dẫn tới thiệt hại nhân mạng, một minh chứng cho thấy tính ổn định tổng thể về kết cấu (và trong hai trường hợp tai nạn có liên quan tới việc hạ cánh [CCCP-86470 và UP-16208] chúng có nguyên nhân vì chiếc máy bay va chạm với các cấu trúc gần đường băng [tháp không lưu và tường bê tông]). Thân chiếc Il-62/M có đặc điểm là vỏ thân kéo dài với một sống kiểu 'ván trượt' cho phép hạ cánh khẩn cấp theo chiều ngược. Tuy nhiên, cái giá cho bộ khung tốt là mức độ tiêu thụ nhiên liệu khá cao (ví dụ lớn hơn Boeing 707) và một số hãng hàng không như Interflug đã sửa đổi những chiếc máy bay của mình nhằm tiết kiệm nhiên liệu (Thiel, 2001).
Một câu chuyện ngoài lề về Il-62 liên quan tới cái gọi là gián điệp công nghiệp. Bởi Il-62 được phát triển cùng khoảng thời gian với VC10, hai chiếc có vẻ ngoài giống nhau, những nhà bình luận Anh thời Chiến tranh Lạnh cho rằng thiết kế của chiếc VC10 có thể đã bị sao chép lại và đặt tên hiệu cho chiếc Il-62 là "VC10-ski." (Thiel, 2001). Tuy nhiên, không bằng chứng nào cho việc này từng được đưa ra và, như được ghi chú ở trên, chính model VC10 sau này đã sử dụng một số đặc tính thiết kế cánh nguyên thủy của Il-62. Có sự khá biệt khá lớn giữa hai chiếc máy bay trong mọi trường hợp, bởi chiếc máy bay Nga lớn hơn, có khả năng chuyên chở cao hơn, tầm bay xa hơn, và nó chỉ thích hợp với những sân bay hiện đại trong khi chiếc máy bay Anh có khả năng hoạt động ở những vùng nông thôn. Không giống như VC10, chiếc Il-62 sử dụng công nghệ cũ, như các đường kết nối bề mặt điều khiển cơ khí, và nó là một máy bay hoàn toàn phát triển trong nước, trong khi VC10 được thiết kế vừa như một máy bay chở khách vừa như một máy bay vận tải quân sự. Il-62 có nhiều khách hàng hơn và được chế tạo với số lượng lớn hơn VC10 (292 vs 54), và vẫn đang hoạt động dân sự (ở thời điểm 2010) trong khi VC10 đã bị rút bỏ khỏi vai trò này từ lâu (năm 1966 BOAC miêu tả chiếc máy bay là không kinh tế và yêu cầu chính phủ trợ cấp nếu nó tiếp tục hoạt động. Sau khi ngừng hoạt động dân sự, một số chiếc VC10 được không quân Anh dùng vào các vai trò hỗ trợ). Trung Quốc và Tiệp Khắc là hai quốc gia đã xem xét việc mua VC10 (cho CAAC và Czech Airlines), trước khi lựa chọn Il-62 (xem VC10: Thương mại và hoạt động hàng không).

## Các biến thể
Il-62Phiên bản sản xuất ban đầu, sử dụng bốn động cơ turbin cánh quạt 23,150-lb (103.0 kN) Kuznetsov NK-8, phi đội năm người và 186 hành khách.
Il-62MPhiên bản cải tiến, sử dụng bốn động cơ turbin cánh quạt 24,250-lb (107.9 kN) Soloviev D-30KU, phi đội năm người và 174 hành khách, được trang bị khoang hàng kiểu container và hệ thống chất hàng, sửa đổi với các poiler cánh và một sàn bay, tăng khả năng chứa nhiên liệu.
Il-62MKPhiên bản tầm trung, sử dụng bốn động cơ turbin cánh quạt 24,250-lb (107.9 kN) Soloviev D-30KU, phi đội năm người và 195 hành khách, được trang bị cánh và càng đáp tăng cường để hoạt động với tổng trọng tải lớn hơn.

## Bên sử dụng

### Dân sự

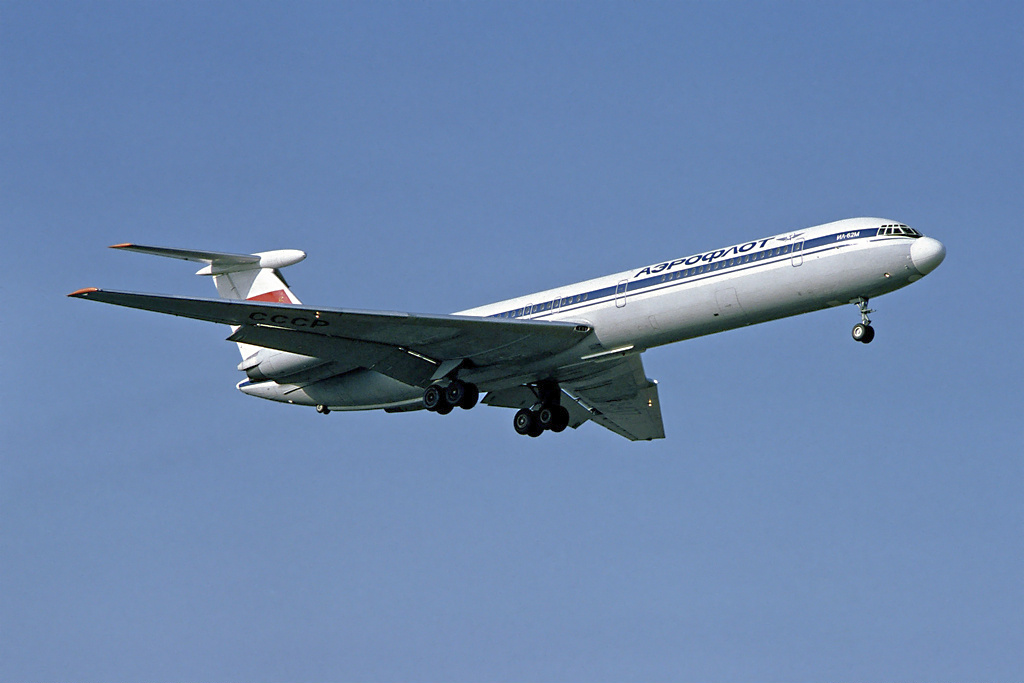
Aeroflot Il-62M thời kỳ Liên Xô

Khoảng 42 hãng hàng không đã sử dụng Il-62 và các biến thể của nó trong hoạt động dân sự từ năm 1967. Người Liên xô không xuất khẩu Il-62 cho tới khi các nhu cầu ban đầu của Aeroflot (thay thế nhanh chóng những chiếc Tu-114 trên các tuyến đường quốc tế) đã được đáp ứng. Những đơn hàng xuất khẩu đầu tiên diễn ra cuối năm 1969 cho CSA Czechoslovak Airlines. Mô hình tương tự cũng diễn ra với Il-62M, đơn hàng xuất khẩu đầu tiên của nó (cho Cubana) đã bị lùi lại tới năm 1979, sáu năm sau khi đi vào hoạt động trong Aeroflot. Trong số các quốc gia Đông Âu, chỉ Bulgaria và Hungary không sử dụng các máy bay Il-62, dù Hungary trong một thời gian ngắn đã thuê một chiếc Boeing 767 năm 1990. Điều này bởi, trong số nhiều lý do khác, sự lobby chống Ilyushin của Tupolev tại Hungary và những xem xét thương mại tại hai nước này nơi các hãng hàng thường không tập trung vào các tuyến bay ngắn và trung bình.
Đức, Tiệp Khắc và Cuba và những khách hàng nước ngoài lớn nhất của Il-62. Hãng hàng không Interflug của Đông Đức cũ tuyên bố là bên sử dụng lớn nhất (ngoài Nga) (nhưng chỉ tính những máy bay mua, chứ không phải số mua cộng số thuê) và họ sở hữu 24 chiếc; 21 trong hoạt động dân sự và ba chiếc cho không quân (sau này được chuyển cho lực lượng không quân thống nhất của Đức), gồm sáu chiếc Il-62, 16 Il-62M và hai chiếc Il-62MK hiếm thấy (sau khi thống nhất, bảy chiếc Il-62 của Interflug được bán cho Uzbekistan và nước này sau đó cũng mua lại ba chiếc của không quân). Czech Airlines (trước kia là Czechoslovak Airlines) sử dụng 21 chiếc máy bay trong khoảng 1969 và 1997, gồm 15 chiếc Il-62 và sáu chiếc Il-62M, trong số đó 15 được đăng ký dưới tên định danh CSA 'OK jet' nổi tiếng, và sáu chiếc được thuê từ Aeroflot. Cuba có 28 máy bay (11 Il-62 và 17 Il-62M), trong số đó chín chiếc được thuê từ Aeroflot và 19 chiếc thuộc sở hữu của Cubana và hãng này đã là bên sử dụng trong thời gian dài (sau năm 2000 họ sửa chữa lại những chiếc IL-62M còn lại để sử dụng trên các đường bay quốc tế dù hầu hết đã được cho nghỉ năm 2010). Ba Lan có 23 Il-62 và Il-62M, gồm cả máy bay thuê từ Aeroflot và Tarom.
Các bên sử dụng hiện tại và trong quá khứ gồm Aeroflot, Air India (thuê), Air Ukraine, Alim Airlines, Alpha Airlines, Aviaenergo, Air Koryo, Centrafricain, CSA Czechoslovak Airlines, Cubana, Dalavia, Deta Air, Domodedovo Airlines, East Line Airlines, Interavia Airlines, Interflug, Jetline, KAPO, Air Kokshetau, KrasAir, Libyan Arab Airlines, LOT Polish Airlines, Malév Hungarian Airlines (lessor), EgyptAir, Mavial Magadan Airlines, Mekong Air International, Moscow Airways, New Millennium Air, Quadrotour-Aero, Rossiya Russian Air Transport Company, SAT Airlines, TAAG Angola Airlines, Sayat Air, TAROM, Tretyakovo, VIM Airlines, Uzbekistan Airways, Yana Airlines, và CAAC. Từ năm 1970, Air France và Japan Air Lines đã thuê ướt một số chiếc Il-62 của Aeroflot cho những tuyến đường dài, và từ năm 1971, KLM Royal Dutch Airlines điều hành chín chiếc Il-62 đăng ký dưới tên Aeroflot cho tuyến Moscow-Amsterdam (những chiếc máy bay này được sơn các dấu hiệu chung của Aeroflot/KLM).
Tới tháng 9 năm 2009 tổng cộng chỉ 38 chiếc Ilyushin Il-62 vẫn đang hoạt động, chỉ một chiếc trong số đó là máy bay nguyên bản thuộc Không quân Nga trong khi những chiếc khác thuộc serie M hay MK. Các bên sử dụng hiện tại gồm: Air Koryo (4), Deta Air (3), và Cubana (1). Một số hãng hàng không và chính phủ khác cũng sử dụng một số lượng nhỏ máy bay này. Tại Nga tất cả các máy bay đã bị loại khỏi lịch trình chở khách vào mùa thu năm 2008 vì cuộc khủng hoảng kinh tế nghiêm trọng ảnh hưởng tới các hãng sử dụng lớn Interavia Airlines, Dalavia và Domodedovo Airlines. Vì cuộc khủng hoảng này Rossiya trở thành hãng sử dụng lớn nhất, nhưng họ chỉ sử dụng chiếc Il-62 cho các hoạt động của chính phủ.

### Quân sự
Chiếc máy bay này đã được sử dụng quân sự trong không quân Đông Đức (DDR [GDR]) và sau này là nước Đức thống nhất (một Il-62MK và hai Il-62M) nó được cho là đã được lực lượng không quân nhiều nước, cụ thể là Cuba, Gambia, Gruzia, Libya, Bắc Triều Tiên, Nga và Ukraina, sử dụng. Nó cũng từng được dùng như máy bay phản ứng nhanh (Nga), và như máy bay chuyên chở VIP hay lãnh đạo nhà nước ở nhiều quốc gia, gồm cả Ukraina, Sudan, Nga (tám chiếc) và Tiệp Khắc, chính phủ nước này dùng một chiếc Il-62 (OK-BYV) và ba chiếc Il-62M trong khoảng thời gian 1974 và 1996.
 Đức

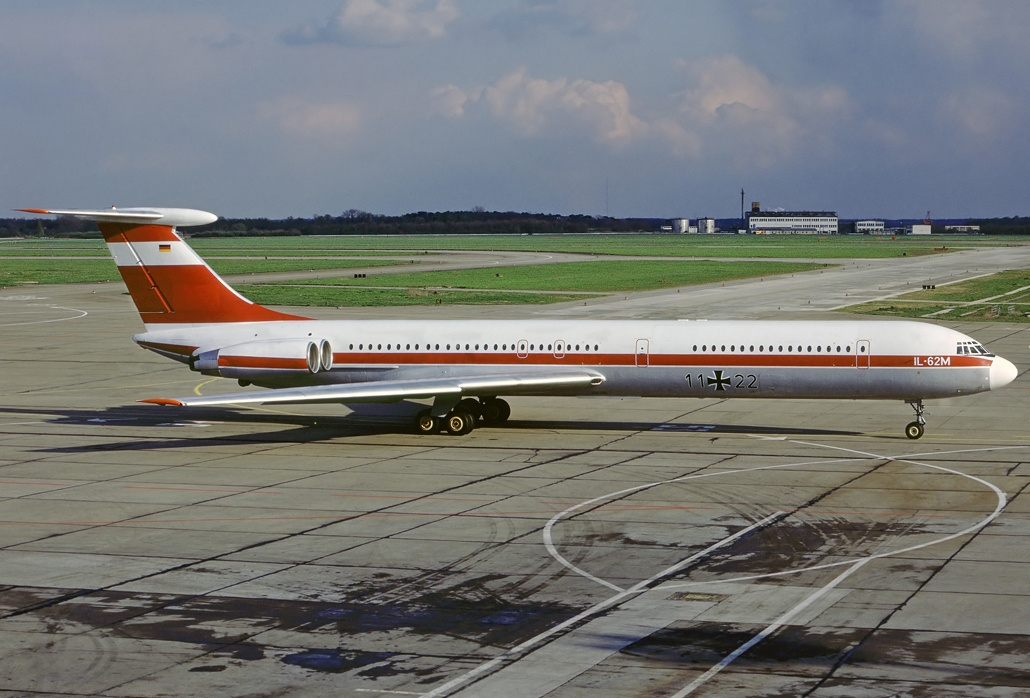
Il-62M của Luftwaffe, Cộng hòa dân chủ Đức

- Luftwaffe - Bên sử dụng trước kia.

 Nga
- Không quân Nga

 Liên Xô
- Không quân Liên xô - Bên sử dụng trước kia.

## Những vụ thiệt hại thân vỏ
Từ chuyến bay đầu tiên của nó năm 1965, đã có 12 vụ đâm dẫn tới thiệt hại nhân mạng trong hoạt động dân sự, gồm 8 chiếc Il-62M (tổng cộng 25 vụ việc/vụ tai nạn trong dữ liệu của ASN, 14 trong số đó là Il-62M, gồm cả 24/4/1998 và 20/4/2008).
Tới thời điểm tháng 7 năm 2009 đã có 23 vụ thiệt hại thân vỏ từ mọi lý do gồm cả thử nghiệm nguyên mẫu, hoả hoạn, chạy quá đường băng, lỗi hoa tiêu, và các vụ tai nạn khi không hoạt động.
Không có vụ tai nạn chết người nào liên quan tới bất kỳ phiên bản nào của Il-62 giai đoạn 1989 và 2009.
Trừ tai nạn ở vụ thử nguyên mẫu, các vụ tai nạn đối với chiếc IL-62 số hiệu СССР-86470 của Liên Xô (lỗi kỹ thuật) và IL-62 số hiệu CU-T1281 của Cuba (do thời tiết); tất cả các vụ tai nạn còn lại đều do lỗi của con người.
| Ngày                 | Đăng ký    | Địa điểm                          | Thiệt hại nhân mạng | Chú thích |
| -------------------- | ---------- | --------------------------------- | ------------------- | --- |
| 25 tháng 2 năm 1965  | СССР-06156 | Zhukovsky, Liên xô                | 10/10               | Nguyên mẫu đầu tiên lao vào hàng rào bao quanh sân bay trong khi thử nghiệm cất cánh với trọng lượng tối đa |
| 16 tháng 6 năm 1972  | SU-ARN     | Almaza AB, Ai Cập                 | 0/59                | Hạ cánh sai phi trường và chạy quá đường băng nhưng không có thiệt hại nhân mạng |
| 14 tháng 8 năm 1972  | DM-SEA     | Đông Đức                          | 156/156             | Bốc cháy trên không do một máy điều hoà không được bảo vệ cộng với lớp cách điện bị chảy gây ra chập điện làm cháy chất lỏng dễ cháy trong khoang hàng. Sau khi bánh lái độ cao không còn hoạt động được, phi đội quyết định quay lại Berlin nhưng không biết về đám cháy đang xảy ra, cuối cùng đám cháy phá huỷ phần đuôi khiến máy bay không thể điều khiển được |
| 13 tháng 10 năm 1972 | СССР-86671 | Sheremetyevo, Liên xô             | 174/174             | Đâm xuống đất trong nỗ lực tiếp cận hạ cánh thứ ba |
| 23 tháng 3 năm 1973  | B-2002     | Trung Quốc                        | n.d.                | Không có chi tiết |
| 20 tháng 8 năm 1975  | OK-DBF     | Gần Damascus, Syria               | 126/128             | Một tai nạn rất không may mắn bởi sự hiểu nhầm ngôn ngữ giữa tháp điều khiển và phi đội CSA dẫn tới việc cài đặt sai thiết bị đo độ cao. Chuẩn bị hạ cánh tại Damascus lúc nửa đêm, phi đội tin rằng sân bay vẫn còn thấp xa phía dưới, và chiếc máy bay lao xuống đất cách đường băng 17 km. Chỉ có hai người sống sót |
| 27 tháng 5 năm 1977  | СССР-86614 | La Habana, Cuba                   | 1+68/70             | Lao vào đường dây điện khi hạ cánh vì tiếp cận sai |
| 14 tháng 3 năm 1980  | SP-LAA     | Warsaw, Ba Lan                    | 87/87               | Động cơ số 2 hỏng sau khi hoạt động hết công suất khi trượt lần tiếp cận từ New York tới Warsaw. Những mảnh vỡ đã làm rách thân gây hư hỏng động cơ số #1 và mất điều khiển đuôi lái. Ca sĩ Ba Lan Anna Jantar thiệt mạng trong thảm hoạ này |
| 06 tháng 7 năm 1982  | СССР-86513 | Gần Moskva, Liên xô               | 90/90               | Báo cháy giả, cơ trưởng tắt hai động cơ sau đó máy bay trở nên khó điều khiển và đâm xuống đất |
| 29 tháng 9 năm 1982  | СССР-86470 | Luxembourg                        | 14/77               | Bộ phận đảo chiều luồng khí của động cơ số 1 hỏng khi hạ cánh. Phi công không thể điều khiển chuẩn xác máy bay và nó lao ra ngoài đường băng đâm vào một tháp nước |
| 1 tháng 7 năm 1983   | P-889      | Labé, Guinea                      | 23/23               | Một chiếc Ilyushin Il-62M đăng ký CAAK đâm vào dãy núi Fouta Djallon gần Labé trong một chuyến bay thuê bao từ Sân bay Quốc tế Sunan, Bắc Triều Tiên tới Sân bay Quốc tế Conakry, Guinea. |
| 09 tháng 5 năm 1987  | SP-LBG     | Warsaw, Ba Lan                    | 183/183             | Động cơ số 2 bốc cháy trong khi đang lấy độ cao 25 phút sau khi cất cánh, gây ra hư hỏng tới động cơ bên cạnh và cháy một khoang hàng. Cơ trưởng có thể đã tin rằng đám cháy đã được dập bởi thay vì hạ cánh tại sân bay Gdansk hay Modlin, ông quay đầu về sân bay Warsaw (EPWA) (nơi có cơ sở cấp cứu tốt hơn) và thả một nửa nhiên liệu (các báo cáo không được xác nhận cho rằng chính quyền không cho phép máy bay hạ cánh tại Modlin). Trong khi bay trở lại đám cháy làm hỏng hệ thống điều khiển và sau đó máy bay lao xuống đất gần sân bay Warsaw. Máy bay được thông báo đã bay 7000 giờ và gần 2800 giờ từ đợt kiểm tra tổng thể động cơ trước đó. Nguyên nhân: động cơ quá tải |
| 17 tháng 6 năm 1989  | DDR-SEW    | Berlin, Đông Đức                  | 1+21/113            | Phi đội bỏ cất cánh sau khi một then khoá đã bị đặt ở vị trí khiến các cánh nâng và bánh lái không thể hoạt động. Kỹ sư bay tắt động cơ một cách sai lầm khi được nói sử dụng bộ phận đảo chiều luồng khí, và chiếc máy bay lao ra khỏi đường băng khi chưa cất cánh |
| 3 tháng 9 năm 1989   | CU-T1281   | La Habana, Cuba                   | 45+126/126          | Ngay sau khi cất cánh trong một cơn bão nhiệt đới, chiếc máy bay rơi vào luồng xoáy xuống và đâm vào dây tín hiệu hoa tiêu và một sườn đồi trước khi đâm xuống đất ở khu vực bên cạnh |
| 30 tháng 6 năm 1990  | СССР-86456 | Yakutsk, Liên xô                  | 0/109               | Hai động cơ đã bị đặt sai lầm ở chế độ tắt khi hạ cánh. Chiếc máy bay hạ cánh an toàn nhưng bị hư hỏng |
| 21 tháng 11 năm 1990 | СССР-86613 | Yakutsk, Liên xô                  | 0/176               | Chạy quá đường băng sau khi bộ phận đảo chiều luồng khí không được sử dụng. Không thiệt hại nhân mạng |
| Tháng 10 năm 1992    | СССР-86703 | Domodedovo, Nga                   | 0/0                 | Lửa bùng phát khi tái nạp nhiên liệu và nhân viên đang hút thuốc. Việc sửa chữa lại không kinh tế |
| 24 tháng 4 năm 1998  | YR-IRD     | Istanbul, Thổ Nhĩ Kỳ              | 0/73                | Động cơ hỏng khi cất cánh và máy bay hạ cánh an toàn |
| 11 tháng 11 năm 1998 | RA-86564   | Anchorage, Hoa Kỳ                 | 0/12                | Đuôi máy bay bị hư hại nặng sau khi bị một chiếc Boeing 747 đang chạy trên đường băng chạm vào. Không kinh tế để sửa chữa lại |
| 23 tháng 10 năm 2002 | RA-86452   | Bishkek, Kyrgyzstan               | 0/9                 | Sai vị trí bay do lỗi phi đội. Không thương vong |
| 29 tháng 3 năm 2006  | 5A-DKR     | Domodedovo, Nga                   | 0/6                 | Động cơ bị đặt sai ở chế độ tắt khi hạ cánh. Không thương vong |
| 20 tháng 4 năm 2008  | CU-T1283   | Santo-Domingo, Cộng hoà Dominican | 0/117               | Động cơ số 2 bốc cháy khi bắt đầu lấy độ cao. Chiếc máy bay hạ cánh an toàn nhưng không kinh tế để sửa chữa lại |
| 24 tháng 7 năm 2009  | UP-I6208   | Mashhad, Iran                     | 16/153+             | Lao vào hàng rào bê tông sau khi chạy quá đường băng với tốc độ hạ cánh quá cao 197 mph (tốc độ hạ cánh quy định của Il-62 là 145-165 mph) |

## Máy bay trưng bày

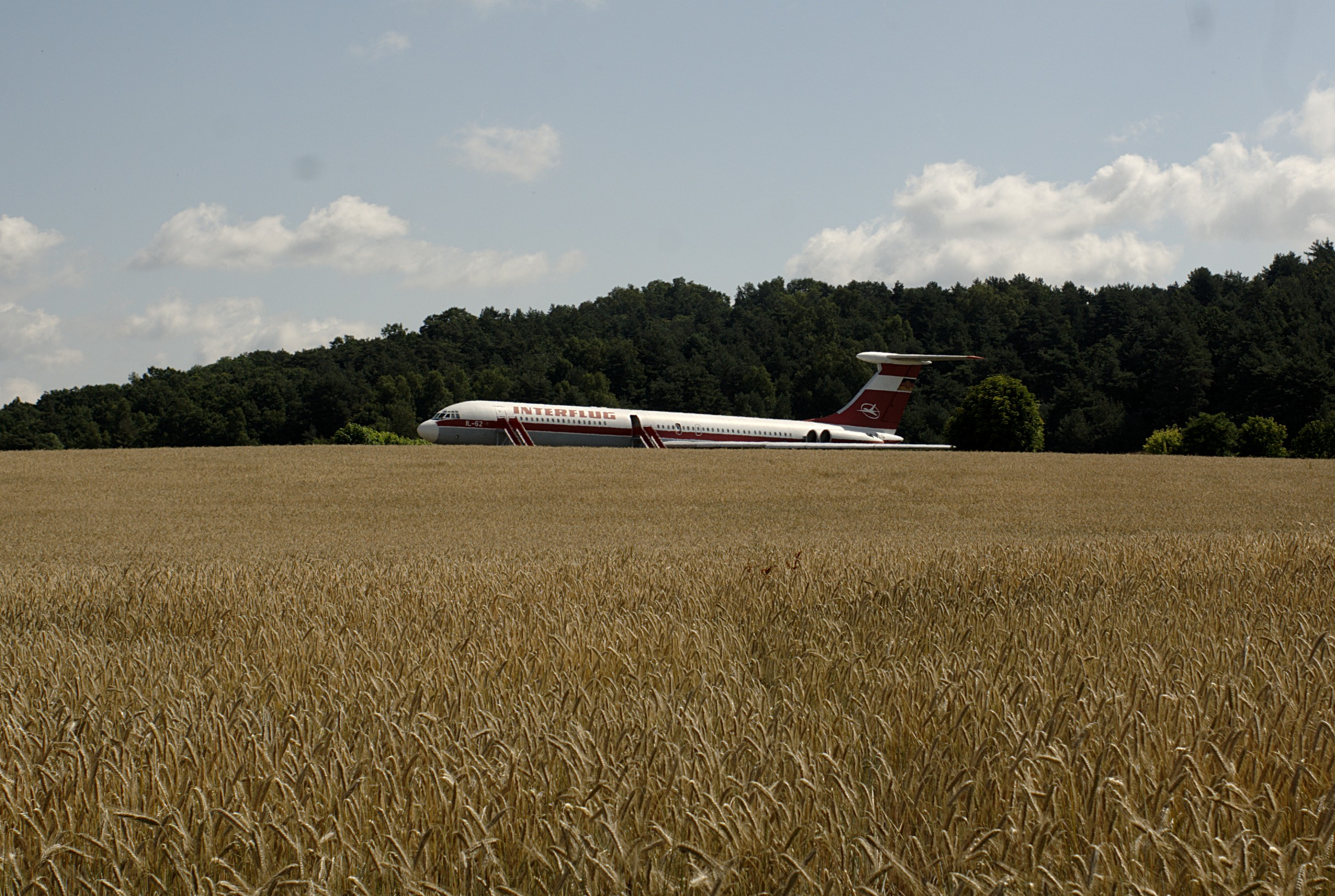
Il-62 Interflug "Lady Agnes" tại Gollenberg

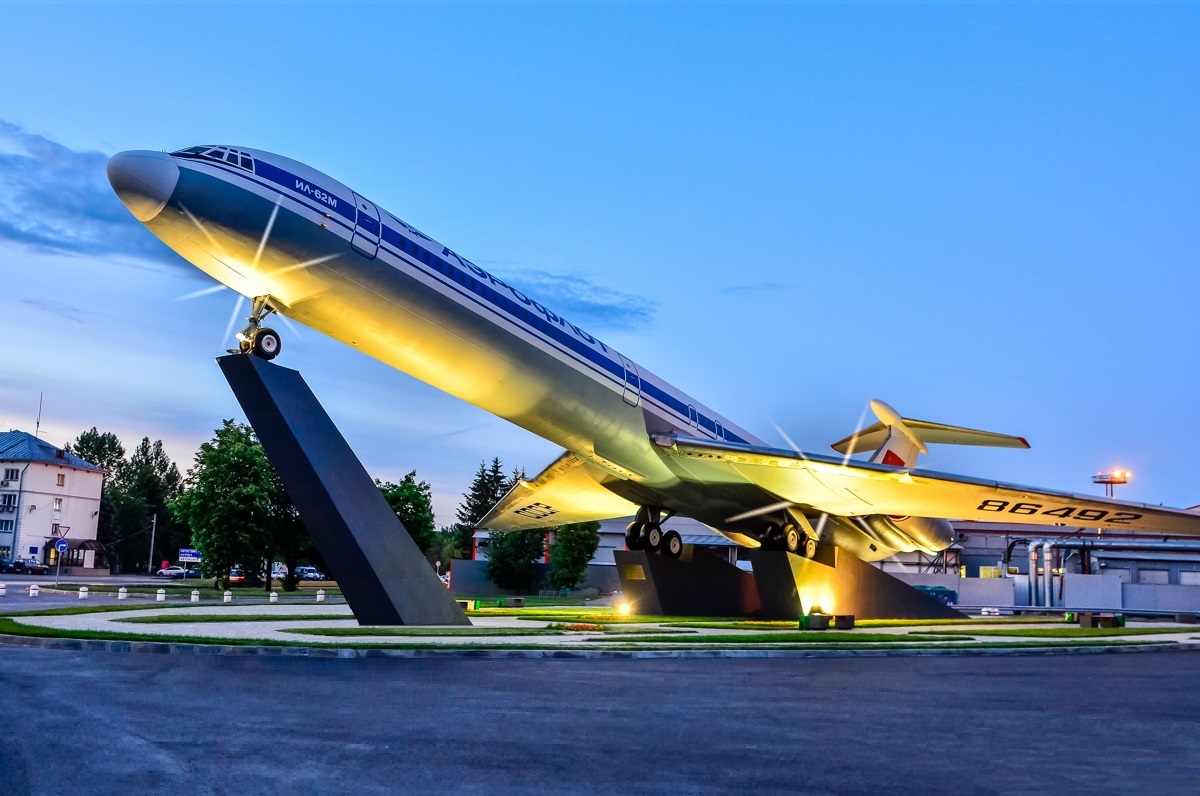
Mẫu Il-62 của Aeroflot được trưng bày tại Sân bay quốc tế Sheremetyevo

Il-62 là chiếc máy bay phản lực chở khách tầm xa đầu tiên được đưa vào sử dụng ở nhiều quốc gia, và một số chiếc đã được cho nghỉ hưu đã được chuyển cho các bảo tàng và các mục đích sử dụng khác tại một số quốc gia như Cộng hoà Séc, Đức, Áo, Cuba và Trung Quốc (Thiel, 2001). Phiên bản nổi tiếng nhất là chiếc Il-62 "DDR-SEG" thuộc hãng hàng không Interflug của Đông Đức cũ. Ngày 23 tháng 10 năm 1989, DDR-SEG đã cho nó hạ cánh trên một đường băng cỏ ngắn 900m trên một quả đồi tại Stölln/Rhinow trong một cuộc hạ cánh nổi tiếng nhưng khá nguy hiểm và gây bụi bặm. Các xe cứu hoả và các đội cứu thương đã được triển khai đề phòng trước nhưng không cần dùng tới. Chiếc máy bay được dùng để kỷ niệm vị trí vụ đâm máy bay chết người của Otto Lilienthal (1848–1896) tại đồi Gollenberg. Tên hiệu "Lady Agnes" được đặt theo tên vợ của Lilienthal, hiện nó là một bảo tàng với thân được chia thành một khoang cho bộ sưu tập Lilienthal và một phòng đăng ký kết hôn cho công chúng.

## Tiêu chuẩn kỹ thuật (Il-62M)

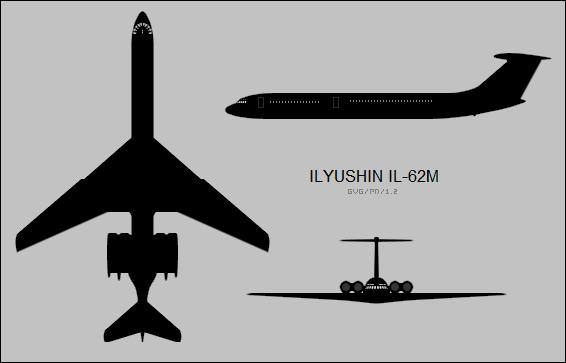
Il-62M

- Phi đội: 5; 3 tới 5 (một cơ trưởng, một sĩ quan hạng nhất, và kỹ sư bay, cộng với có thể một hoa tiêu và một sĩ quan radio trên những tuyến bay xa trên biển và/hay các dịch vụ chở VIP) cộng với bốn tới tám nhân viên trong khoang
- Sức chở: 168-186 hành khách
- Chiều dài: 53.12 m (174 ft 3 in)
- Sải cánh: 43.20 m (141 ft 9 in)
- Chiều cao: 12.35 m (40 ft 6 in)
- Diện tích cánh: 279.5 m² (282.2 m² với các thành phần phụ và phần mở rộng của gờ trước) (3,009 ft² (3038 ft²))
- Trọng lượng rỗng: 67,500 kg (149,000 lb)
- Chất tải tối đa: 23,000 kg (50,715 lb)
- Trọng lượng khô tối đa: 97,500 kg (215,000 lb)
- Trọng lượng cất cánh tối đa: 165,000 kg (364,000 lb)
- Dung tích bình nhiêu liệu tối đa: 105,300 l
- Động cơ (phản lực): Soloviev D-30KU
- Kiểu phản lực: turbin cánh quạt
- Số lượng động cơ: 4
- Công suất: 108 kN (24,300 lbf)
- Tốc độ tối đa: 900 km/h (486 kn, 560 mph)
- Tầm hoạt động: 9,200 km; 10,000-10,300 km với đầy đủ nhiên liệu trong điều kiện giả thiết có gió
- Trần bay: 13,000 m (5.3 m/s)
- Tốc độ lên: 1,000 ft/phút
- Chất tải cánh: 349 kg/m² (71.4 lb/ft²)
- Lực đẩy/trọng lượng: 0.267